# Lüttich–Bastogne–Lüttich 2025
Lüttich–Bastogne–Lüttich 2025 war die 111. Austragung des belgischen Eintagesrennens. Das Rennen fand am 27. April statt und ist Teil der UCI WorldTour 2025. Lüttich-Bastogne-Lüttich gehört wie Mailand-Sanremo, die Flandern-Rundfahrt, Paris-Roubaix und Il Lombardia zu den Monumenten des Radsports. Das Frauenrennen, Liège–Bastogne–Liège Femmes, fand am selben Tag statt.
Den Sieg sicherte sich der Slowene Tadej Pogačar (UAE Team Emirates-XRG), der sich rund 35 Kilometer vor dem Ziel im Anstieg der Côte de la Redoute als Solist absetzte und das Rennen mit einem Vorsprung von einer Minute und drei Sekunden vor Giulio Ciccone (Lidl-Trek) und Ben Healy (EF Education-EasyPost) gewann.

## Teilnehmende Mannschaften und Fahrer
Neben den 18 UCI WorldTeams gingen auch 7 UCI ProTeams bei dem Rennen an den Start. Für jedes Team waren sieben Fahrer startberechtigt, wobei George Bennett (Israel-Premier Tech) das Rennen nicht in Angriff nahm.
Mit Tadej Pogačar (UAE Team Emirates-XRG), Remco Evenepoel (Soudal Quick-Step), Jakob Fuglsang (Israel-Premier Tech) und Bob Jungels (Ineos Grenadiers) starteten vier ehemalige Sieger bei der 111. Austragung.
Als Top-Favoriten galten in erster Linie der amtierende Weltmeister Tadej Pogačar und der amtierende Doppel-Olympiasieger Remco Evenepoel. Tadej Pogačar nahm das Rennen als Titelverteidiger in Angriff und beendete nach dem Rennen seine Frühjahresklassiker-Kampagne, um sich auf die Tour de France vorbereiten. In der laufenden Saison gewann er bereits die Strade Bianche, die Flandern-Rundfahrt und den Flèche Wallonne und stand bei Mailand–Sanremo, Paris–Roubaix und dem Amstel Gold Race auf dem Podest. Unterstützung erhielt er von Pavel Sivakov und Brandon McNulty, die ebenfalls zum erweiterten Favoritenkreis zählten. Remco Evenepoel hingegen stieg nach seinem Trainingssturz im Dezember des vergangenen Jahres erst im April in die Saison ein und gewann bei seinem Comeback den Pfeil von Brabant. Zwei Tage später wurde er Dritter des Amstel Gold Race, wobei er das Ziel nach einer längeren Aufholjagd in der ersten Spitzengruppe erreichte. Seine beiden wichtigsten Helfer waren Ilan Van Wilder und Maximilian Schachmann.
Als größte Herausforderer der beiden Top-Favoriten galten Thomas Pidcock (Q36.5 Pro Cycling Team), Ben Healy (EF Education-EasyPost) und Mattias Skjelmose Jensen (Lidl-Trek), der überraschend das Amstel Gold Race gewonnen hatte, als er sich im Drei-Mann-Sprint vor Tadej Pogačar und Remco Evenepoel durchsetzte. Weitere nennenswerte Fahrer waren: Santiago Buitrago, Pello Bilbao (Bahrain Victorious), Giulio Ciccone, Thibau Nys (beide Lidl-Trek), Enric Mas (Movistar Team), Romain Bardet, Oscar Onley (Team Picnic PostNL), Lennert Van Eetvelt (Lotto), Maxim Van Gils, Daniel Felipe Martínez (beide Red Bull-Bora-hansgrohe), Tiesj Benoot, Ben Tulett (Team Visma-Lease a Bike), Neilson Powless (EF Education-EasyPost), Axel Laurance, Magnus Sheffield (beide Ineos Grenadiers), Michael Matthews, Ben O’Connor, Mauro Schmid (alle Team Jayco AlUla), Julian Alaphilippe, Marc Hirschi (Tudor Pro Cycling Team), Romain Grégoire, Guillaume Martin, Valentin Madouas (alle Groupama-FDJ), Kévin Vauquelin (Arkéa-B&B Hotels), Clément Berthet (Decathlon AG2R La Mondiale Team), Dylan Teuns (Cofidis), Alexei Luzenko, Joseph Blackmore, Stephen Williams (alle Israel-Premier Tech) und Quinten Hermans (Alpecin-Deceuninck).
| UCI WorldTeams | UCI WorldTeams                  | UCI WorldTeams | UCI WorldTeams          | UCI WorldTeams | UCI WorldTeams          | UCI ProTeams | UCI ProTeams           |
| -------------- | ------------------------------- | -------------- | ----------------------- | -------------- | ----------------------- | ------------ | ---------------------- |
| ADC            | Alpecin-Deceuninck              | IGD            | Ineos Grenadiers        | DFP            | Team Picnic PostNL      | IPT          | Israel-Premier Tech    |
| ARK            | Arkéa-B&B Hotels                | GFC            | Intermarché-Wanty       | TVL            | Team Visma-Lease a Bike | LOT          | Lotto                  |
| TBV            | Bahrain Victorious              | LTK            | Lidl-Trek               | UAD            | UAE Team Emirates-XRG   | Q36          | Q36.5 Pro Cycling Team |
| COF            | Cofidis                         | MOV            | Movistar Team           | XAT            | XDS Astana Team         | TEN          | TotalEnergies          |
| DAT            | Decathlon AG2R La Mondiale Team | RBH            | Red Bull-Bora-hansgrohe |                |                         | TUD          | Tudor Pro Cycling Team |
| EFE            | EF Education-EasyPost           | SOQ            | Soudal Quick-Step       |                |                         | UXM          | Uno-X Mobility         |
| GFC            | Groupama-FDJ                    | JAY            | Team Jayco AlUla        |                |                         | WB2          | Wagner Bazin WB        |

## Streckenführung
Die Strecke führte über 252 km von Lüttich nach Bastogne und retour, wobei der Parcours im Vergleich zum Vorjahr etwas verändert wurde. Nach dem offiziellen Start begann die Straße auf der N30 leicht anzusteigen, ehe es über Chaudfontaine und die N62 nach Aywaille ging. Nun kehrten die Fahrer auf die N30 zurück, die bei geringen Steigungsprozenten nach Manhay und weiter auf den Baraque de Fraiture führte. Dieser stellte mit einer Höhe von 641 Metern den höchsten Punkt des Rennens dar und wurde nach 53,3 Kilometern zum ersten Mal überquert. Auf der weiteren Fahrt Richtung Süden wurde Houffalize mit der Côte de Saint-Roche erreicht, die bei Kilometer 70,7 den ersten kategorisierten Anstieg darstellte. Im Anschluss führte die N30 auf einer langen Geraden nach Bastogne. Nachdem der südlichste Punkt des Rennens bei Kilometer 83,5 erreicht worden war, ging es über Bertogne nach La Roche-en-Ardenne. Kurz nach der Überquerung der Ourthe erfolgte die Auffahrt auf den Col de Haussire, der etwa zur Hälfte der Renndistanz bei Kilometer 119,4 überquert wurde. Nach einer kurzen Abfahrt führte die Strecke bei geringen Steigungsprozenten zum zweiten Mal auf den westlichen Baraque de Fraiture, ehe es bergab nach Vielsalm ging.
Knapp 100 Kilometer vor dem Ziel begann die finale Serie von Anstiegen, die bis kurz vor Lüttich führte. Den Auftakt bildete die Côte de Mont-le-Soie, die mit 587 Metern Höhe den höchsten kategorisierten Punkt des Rennens darstellte. Unmittelbar darauf folgten die Côte de Wanne und die Côte de Stockeu, die auf ihrer Länge von einem Kilometer eine durchschnittliche Steigung von 12,5 % aufwies. Im Anschluss führten die Côte de la Haute-Levée und der Col du Rosier von Stavelot nach Spa, ehe es über die Côte de Desnié nach Remouchamps ging, wo mit der Côte de la Redoute der bekannteste Anstieg des Rennens auf dem Programm stand.
Im Jahr 2025 wurde der höchste Punkt der Côte de la Redoute 34 Kilometer vor dem Ziel erreicht. Die 1,6 Kilometer lange Steigung wies eine Durchschnittssteigung von 9,4 % auf, beinhaltete jedoch Rampen von bis zu 20 %. Auf der Kuppe bogen die Fahrer wie in den beiden vorangegangenen Austragungen rechts ab und gelangten so nach Cornémont, das sich am Ende einer kurzen flachen Gegensteigung befand. Im Anschluss wurde die Côte des Forges befahren. Über Dolembreux und Méry führte die Strecke nun zur Côte de la Roche-aux-Faucons, die den elften und letzten kategorisierten Anstieg darstellte und 13,3 Kilometer vor dem Ziel überquert wurde. Die 1,3 Kilometer lange Steigung führte im Schnitt mit 11 % bergauf, ehe nach einer kurzen Gegensteigung die Abfahrt nach Lüttich über die Rue de la Belle Jardinière und Route du Condroz erfolgte. Auf den letzten beiden flachen Kilometern wurde die Pont de Fétinne überquert, ehe es auf die rund 900 Meter lange Zielgerade ging, die neben der Ourthe verlief.
| #  |                              | km    | Höhe (m) | Länge (km) | Ø Steigung |
| -- | ---------------------------- | ----- | -------- | ---------- | ---------- |
| 1  | Côte de Saint-Roch           | 70,7  | 456      | 1          | 11,2 %     |
| 2  | Col de Haussire              | 119,4 | 498      | 4,6        | 6,3 %      |
| 3  | Côte de Mont-le-Soie         | 158,7 | 587      | 1,7        | 7,9 %      |
| 4  | Côte de Wanne                | 167   | 499      | 3,6        | 5,1 %      |
| 5  | Côte de Stockeu              | 173,5 | 401      | 1          | 12,5 %     |
| 6  | Côte de la Haute-Levée       | 177,7 | 465      | 2,2        | 7,5 %      |
| 7  | Col du Rosier                | 192   | 565      | 4,4        | 5,9 %      |
| 8  | Côte de Desnié               | 205,3 | 385      | 1,6        | 8,1 %      |
| 9  | Côte de la Redoute           | 218   | 287      | 1,6        | 9,4 %      |
| 10 | Côte de Forges               | 228,7 | 274      | 1,3        | 7,8 %      |
| 11 | Côte de la Roche-aux-Faucons | 238,7 | 225      | 1,3        | 11 %       |
|    | Ziel                         | 252   |          |            |            |

## Rennverlauf und Ergebnis
| Platz | Fahrer                 | Nation | Team                            | Zeit                 |
| ----- | ---------------------- | ------ | ------------------------------- | -------------------- |
| 01.   | Tadej Pogačar          | SLO    | UAE Team Emirates-XRG           | 6:00:09 (41,98 km/h) |
| 02.   | Giulio Ciccone         | ITA    | Lidl-Trek                       | + 1:03 min           |
| 03.   | Ben Healy              | IRL    | EF Education-EasyPost           | "                    |
| 04.   | Simone Velasco         | ITA    | XDS Astana Team                 | + 1:10 min           |
| 05.   | Thibau Nys             | BEL    | Lidl-Trek                       | "                    |
| 06.   | Andrea Bagioli         | ITA    | Lidl-Trek                       | "                    |
| 07.   | Daniel Felipe Martínez | COL    | Red Bull-Bora-hansgrohe         | "                    |
| 08.   | Axel Laurance          | FRA    | Ineos Grenadiers                | "                    |
| 09.   | Thomas Pidcock         | GBR    | Q36.5 Pro Cycling Team          | "                    |
| 10.   | Neilson Powless        | USA    | EF Education-EasyPost           | "                    |
| 11.   | Michael Matthews       | AUS    | Team Jayco AlUla                | "                    |
| 12.   | Oscar Onley            | GBR    | Team Picnic PostNL              | "                    |
| 13.   | Tiesj Benoot           | BEL    | Team Visma-Lease a Bike         | "                    |
| 14.   | Emiel Verstrynge       | BEL    | Alpecin-Deceuninck              | "                    |
| 15.   | Alex Aranburu          | ESP    | Movistar Team                   | "                    |
| 16.   | Lennert Van Eetvelt    | BEL    | Lotto                           | "                    |
| 17.   | Andreas Leknessund     | NOR    | Uno-X Mobility                  | "                    |
| 18.   | Aurélien Paret-Peintre | FRA    | Decathlon AG2R La Mondiale Team | "                    |
| 19.   | Romain Grégoire        | FRA    | Groupama-FDJ                    | "                    |
| 20.   | Ben Tulett             | GBR    | Team Visma-Lease a Bike         | "                    |

## Vergabe der UCI-Punkte
Lüttich–Bastogne–Lüttich 2025 ist Teil der UCI WorldTour 2025. Nach dem Rennen wurden UCI-Punkte vergeben, die sich auf die Platzierung der Fahrer und Mannschaften im UCI-Ranking auswirkten. Die Punktevergabe erfolgte nach folgendem Schlüssel:
| Platzierung  | 1.  | 2.  | 3.  | 4.  | 5.  | 6.  | 7.  | 8.  | 9.  | 10. | Anmerkung                               |
| ------------ | --- | --- | --- | --- | --- | --- | --- | --- | --- | --- | --------------------------------------- |
| Tageswertung | 800 | 640 | 520 | 440 | 360 | 280 | 240 | 200 | 160 | 135 | gestaffelt bis zum 60. Platz (5 Punkte) |